# Teufelsbäder
Als Teufelsbäder bezeichnet man eine Moorlandschaft bei Osterode am Harz. Sie liegt im gleichnamigen Naturschutzgebiet südöstlich von Augustental an der B 243.

## Beschreibung
Die Teiche und moorigen Senken im etwa 84 ha großen Naturschutzgebiet werden vom Teufelsloch, einer Karstquelle im Hochwald, gespeist. Sie sind die Überreste einer intensiven Ablaugung des Werra-Anhydrites und repräsentativer Bestandteil der Gipskarstlandschaft des Südharzes. Das Große und Kleine Teufelsbad sind durch Dämme entstandene und heute verlandende Fischgewässer. Der Abfluss mündet nach einigen Metern in die Apenke.
1980 bohrte das Niedersächsische Landesamt für Bodenforschung 145 Meter in die unter dem Anhydrit liegenden Karsthohlräume. Auf das Loch wurde ein Stahlrohr montiert, aus dem in etwa 1,5 Liter Karstwasser pro Sekunde flossen. Mit Hilfe von Kontrastwasseruntersuchungen versuchte man ohne Erfolg die Herkunft des Wassers zu ermitteln.
Das seit 1984 unter Naturschutz stehende Gebiet ist Lebensraum seltener Pflanzenarten und Brutgebiet für zahlreiche an diese Strukturen gebundene Vogelarten. Der durch die Teufelsbäder führende Karstwanderweg darf nicht verlassen werden.